# Шарифзаде, Меджид Аслан оглы
Меджид Аслан оглы Шариф Заде (азерб. Məcid Aslan oğlu Şərifzadə; 25 декабря 1908, Казахский уезд — 1995, Казахский район) — советский азербайджанский партийный деятель и инженер, Герой Социалистического Труда (1948).

## Биография
Родился 25 декабря 1908 года в селе Юхары Аскипара Казахского уезда Елизаветпольской губернии (ныне село в Казахском районе Азербайджана, временно находящееся под контролем Армении).
Окончил Азербайджанский сельскохозяйственный институт (1936).
Участник Великой Отечественной войны. На фронтах войны с 1942 года, дослужился до звания капитана.
В 1928—1976 годах занимал различные высокие должности, в том числе и первого секретарь Казахского райкома КП Азербайджана. С 1976 года — главный инженер. В 1947 году, будучи первым секретарем Казахского райкома партии, обеспечил своей работой перевыполнение в целом по району планового сбора хлопка на 25,7 процентов.
Указом Президиума Верховного Совета СССР от 10 марта 1948 года за получение в 1947 году высоких урожаев хлопка Шариф Заде Меджид Аслан оглы присвоено звание Героя Социалистического Труда с вручением ордена Ленина и золотой медали «Серп и Молот».
Активно участвовал в общественной жизни Азербайджана. Член КПСС с 1939 года. Делегат XXIX съезда КП Азербайджана.
Скончался в 1995 году.